# 小行星31065
小行星31065（31065 Beishizhang）是一颗绕太阳运转的小行星，为主小行星带小行星。该小行星于1996年10月10日发现。

## 轨道参数
小行星31065的轨道半长轴为2.7784350 UA，离心率为0.084。